# Marie van Bel
Marie van Bel was een miniaturiste die actief was in Leuven in de eerste helft van de 16e eeuw.
Er zijn geen werken van haar bewaard gebleven, maar we kennen haar van een missaal dat ze verlucht heeft voor de abdij  van Averbode in 1527. In 1526 gaf abt Gerard vander Schaeft aan Franciscus van Weert uit Mechelen de opdracht voor het schrijven van een nieuw missaal dat moest dienst doen bij de grote feesten van het jaar en de feesten van de norbertijnen. De abt had de bedoeling de verluchting van het werk toe te vertrouwen aan  Adrien Reyners die in Mechelen werkte en al verscheidene werken voor de abdij had geleverd. Maar Franciscus van Weert overtuigde de abt om het missaal te laten verluchten door Maria van Bel uit Leuven, die volgens hem een betere kunstenares was.
Het contract met Marie van Bel werd door abt Leopold Nelo (abt van 1868 tot 1887) in de archieven teruggevonden samen met een pagina van het missaal. Volgens het contract dat afgesloten werd eind februari 1527 moest het werk opgeleverd worden tegen Pinksteren van datzelfde jaar. Het contract specifieerde zeer gedetailleerd wat er moest geschilderd worden. Er werden zeventien te versieren initialen opgesomd met voor de meeste het onderwerp van de gehistorieerde initiaal en de overeengekomen prijs. Daarnaast was een volbladminiatuur voorzien op de eerste pagina van het “Te igitur” met beneden de afbeelding van de opdrachtgever abt Gerard vander Schaeft. Verder moesten ook alle kleinere initialen versierd worden. Marie van Bel verbond er zich contractueel toe om te werken met gemalen goud voor de goudinkt en met de beste pigmenten die te verkrijgen waren.
Naast het missaal verluchtte Marie van Bel in 1533 een antifonarium, en een jaar later een evangeliarium en een getijdenboek, beiden ook voor de abdij van Averbode. 